# Marceau-Denkmal (Koblenz)

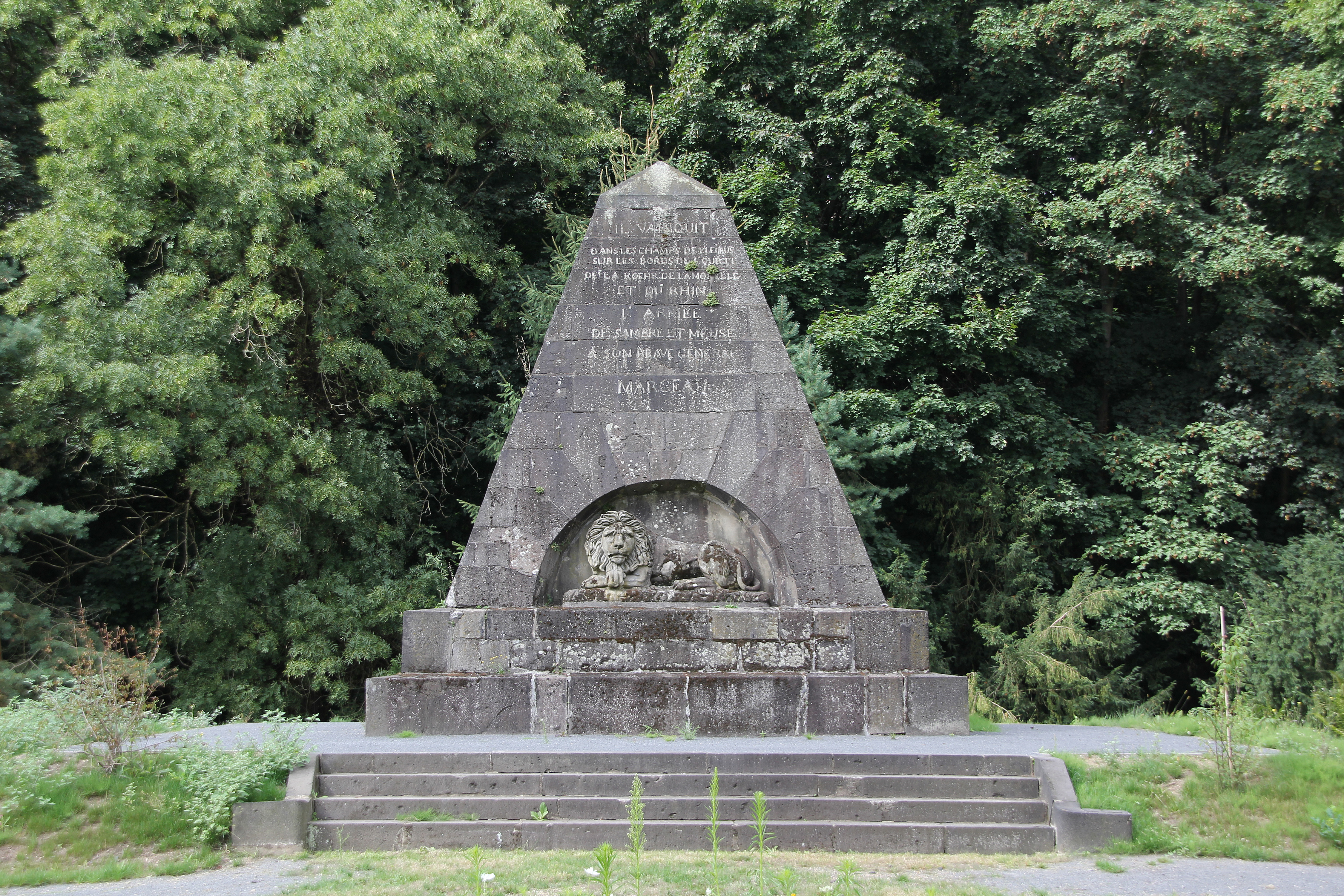
Das Marceau-Denkmal auf dem Franzosenfriedhof in Koblenz-Lützel

Das Marceau-Denkmal ist ein Denkmal in Koblenz zu Ehren des französischen Generals François Séverin Marceau (1769–1796). Es befindet sich auf dem Franzosenfriedhof im Stadtteil Lützel und wurde ursprünglich 1797 als Grabmal für Marceau auf dem Petersberg errichtet.

## Geschichte

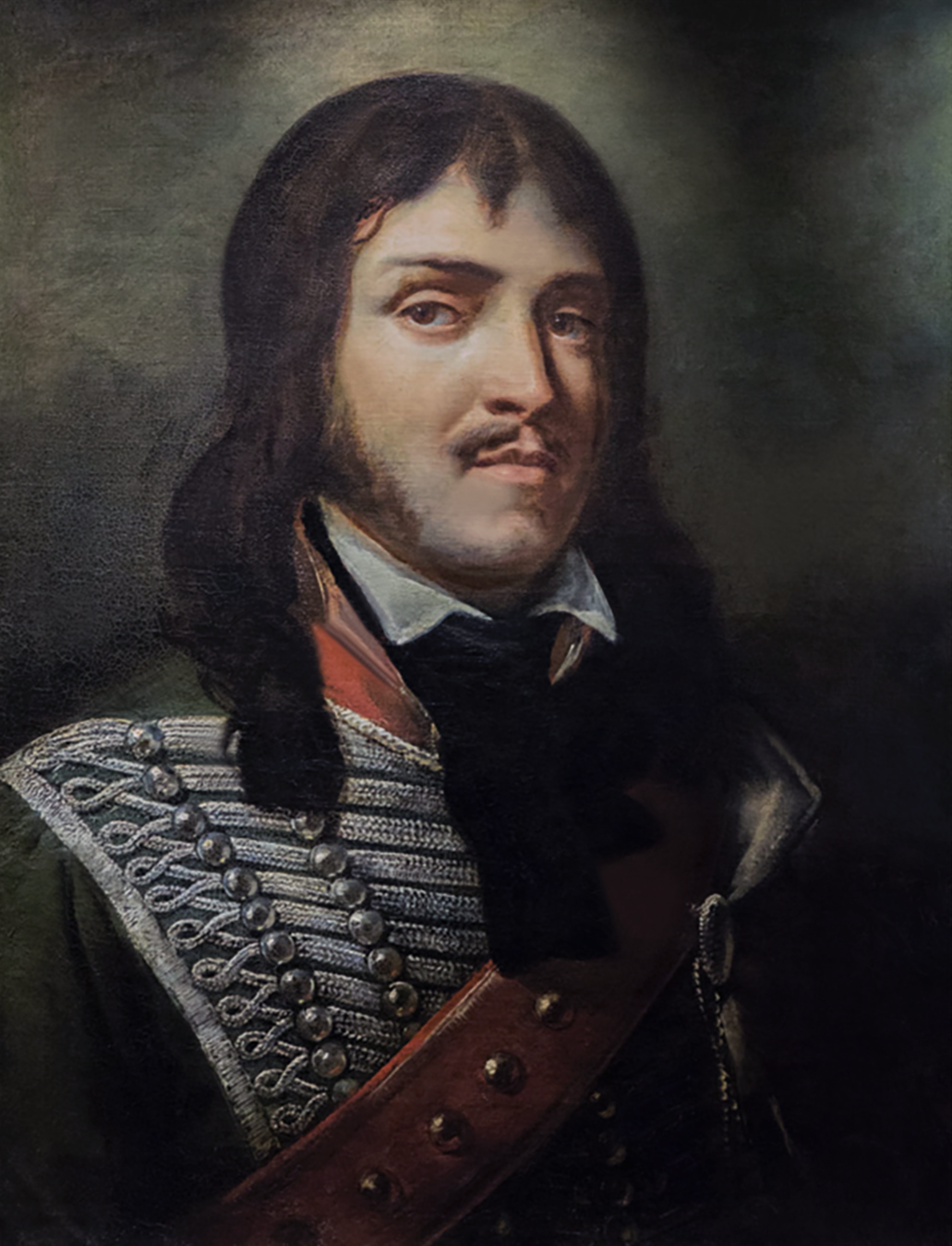
Marceau nach François Bouchot, datiert 1840

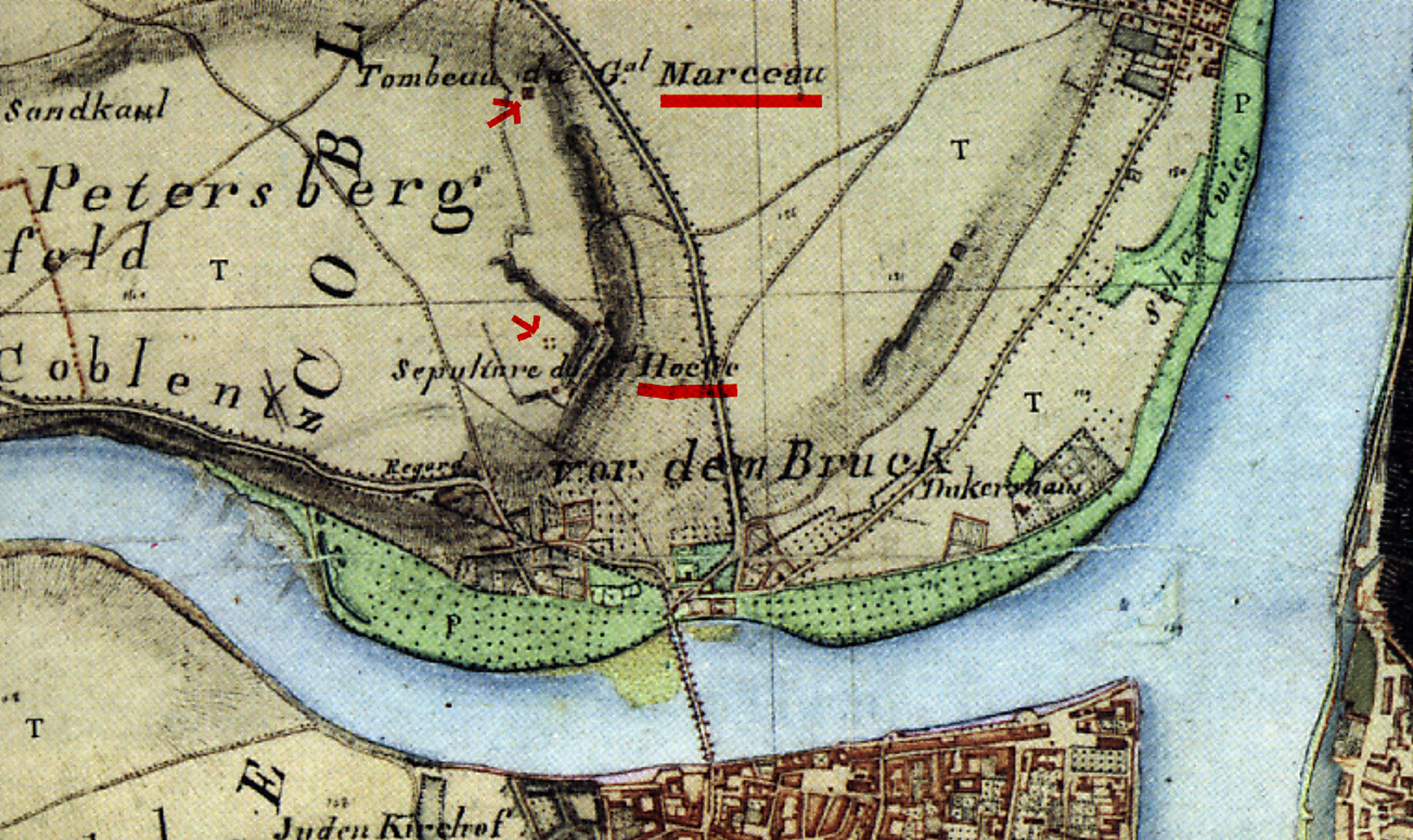
Lagekarte der ersten Ruhestätte von Marceau auf dem Petersberg in Lützel

Der französische Revolutionsgeneral Marceau eroberte 1794 im Ersten Koalitionskrieg mit seiner Division der Sambre- und Maas-Armee die Stadt Koblenz und beendete damit die Herrschaft der Erzbischöfe von Trier. Auf dem Rückzug der Franzosen aus Franken, hatte er von Obergeneral Jourdan den Auftrag, mit seiner Division an den Übergängen über die Lahn die Bewegung der Sambre- und Maas-Armee zum Rhein gegen die verfolgenden Österreicher abzuschirmen. Dabei wurde er am 19. September 1796 bei Höchstenbach im Westerwald schwer verwundet und starb zwei Tage später in Altenkirchen an den Folgen. Seine Leiche brachte man nach Koblenz. Am 25. September 1796 wurde er mit militärischen Ehren und unter Anteilnahme der Zivilbevölkerung am nördlichen Ende des Petersbergs in Lützel beerdigt. Sein Freund, General Jean-Baptiste Kléber, veranlasste eine Sammlung unter den Offizieren der Sambre- und Maas-Armee und so konnte zum Gedenken an den populären General 1797 anstelle seines Grabs eine Pyramide gesetzt werden. Sie wurde nach Plänen des Architekten Peter Joseph Krahe vom Stadtbaumeister Georg von Trosson errichtet. Marceaus Leiche wurde exhumiert und eingeäschert, die Urne verblieb in der Pyramide. Sie trug die Aufschrift »HIC CINERES, UBIQUE NOMEN« (deutsch: Hier ist die Asche, der Name ist überall).
Neben Marceau wurde 1797 auch die Leiche des französischen Generals Lazare Hoche im Bereich der späteren Feste Kaiser Franz beigesetzt. Seine Überreste und die Grabplatte mit der Inschrift General Hoche wurden 1919 auf das Gelände Monument General Hoche nach Weißenthurm überführt.
Grabräuber brachen 1804 die Pyramide auf, um Grab und Urne nach Wertgegenständen zu durchsuchen. Die hierdurch entstandene Öffnung zerstörte das ursprüngliche Trophäenrelief und wurde durch ein Löwenrelief wieder verschlossen. Die Urne gelangte nicht wieder zurück in das Grabmal, sie wurde in der Folge vom französischen Präfekten Chaban aufbewahrt und später nach Paris gebracht, wo sie 1889 im Panthéon aufgestellt wurde.
Mit dem Bau der Bubenheimer Flesche auf dem Petersberg, die im Rahmen der preußischen Festung Koblenz und Ehrenbreitstein entstand, wurde das Denkmal 1817 abgebrochen und die Steine angeblich teilweise für den Bau des Festungswerks verwendet. Nach heftigen Protesten in der Stadt schaltete sich schließlich der preußische König Friedrich Wilhelm III. ein und verfügte, dass die Pyramide an ihrem jetzigen Standort am Fuße des Berges wieder aufgebaut wurde. Das 1818 errichtete Grabmal ist vermutlich kleiner als die ursprüngliche Pyramide, da die bei dem Bau der Flesche verwendeten Steine fehlten und nicht ersetzt wurden. Das Denkmal wurde 1885 in Teilen restauriert, wobei die verwitterte Inschrift erneuert und das stark angegriffene Löwenrelief durch ein neues Relief des Bildhauers Philipp Bohl ersetzt wurde.
Um das Denkmal entstand im Deutsch-Französischen Krieg von 1870/1871 ein Friedhof für verstorbene französische Soldaten, die im Kriegsgefangenenlager auf dem Petersberg interniert waren. In den 1950er Jahren wurde das Marceau-Denkmal mit finanzieller Unterstützung der in Koblenz stationierten französischen Besatzungstruppen restauriert. Eine erneute Restaurierung wurde 2013/2014 durchgeführt, wobei auch das Löwenrelief instand gesetzt wurde.
Ein weiteres Marceau-Denkmal wurde 1863 bei Höchstenbach im Westerwald an der Stelle errichtet, an der Marceau 1796 schwer verwundet wurde.

## Bau

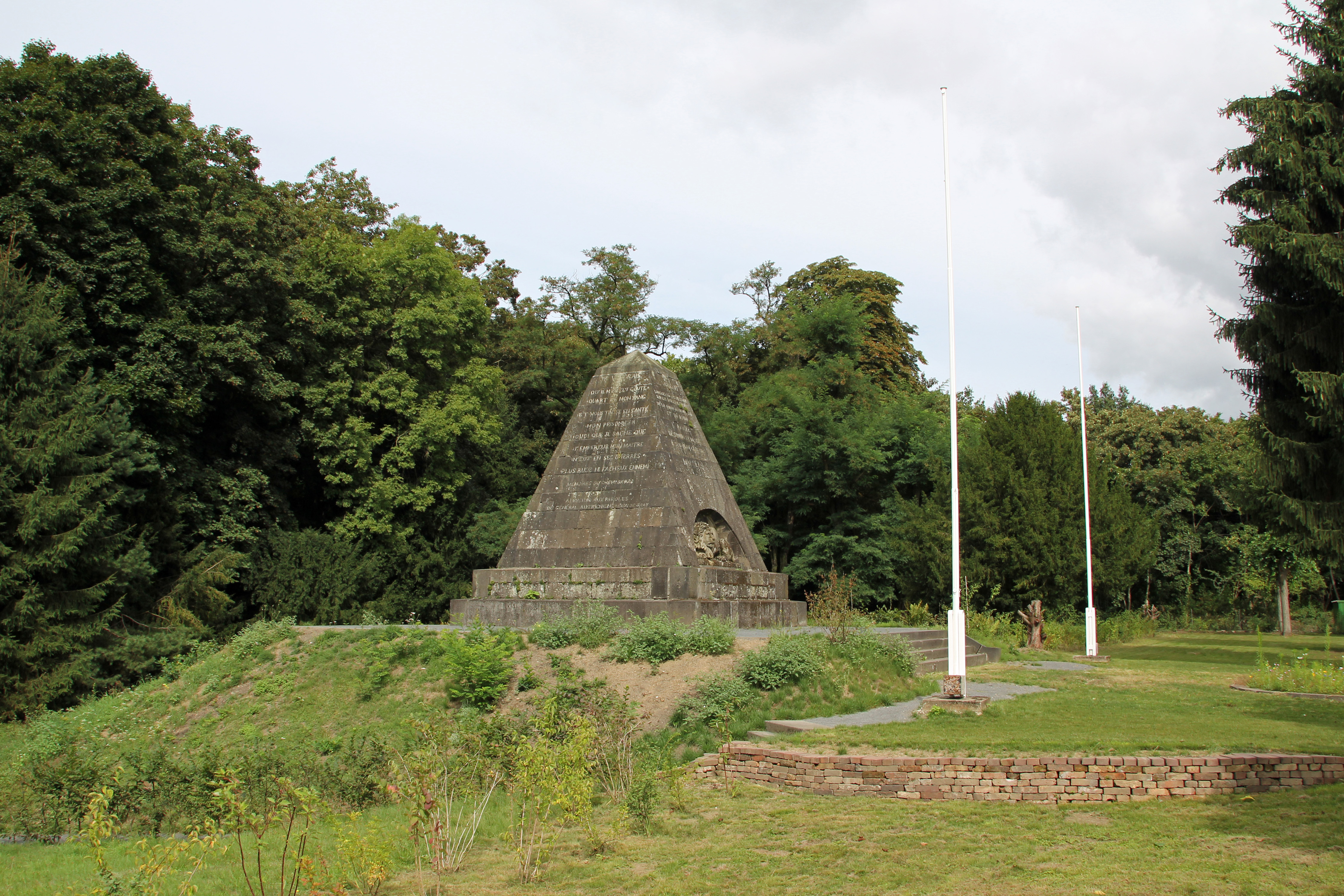
Seitenansicht des Marceau-Denkmals

Bei dem Marceau-Denkmal handelt es sich um eine abgestumpfte Pyramide aus Mendiger Basaltlava auf einem vierstufigen Podest. Auf der Vorderseite in einer halbkreisförmigen Nische befindet sich das Relief eines kauernden Löwen. Die Gestaltung am unteren Rand mit Lünettenfeld geht auf einen Grabmalsentwurf des Pariser Architekten Étienne-Louis Boullée zurück.
An den vier Seiten der Pyramide wird das Leben und Wirken Marceaus beschrieben. Hier steht die folgende französische Inschrift zu lesen:
1. Ici repose MARCEAU, né à Chartres, Département d'Eure et Loire, soldat à XVI ans, général à XXII ans. Il mourût en combattant por sa patrie le dernier jour de l'an IV de la République Française. Qui, que tu sois ami ou ennemi de ce joune héros, respecte ses cendres.
2. L'armée de Sambre et Meuse après sa retraite de la Franconie quittait la Lahn. Le général MARCEAU commandait l'aile droite, il était chargé de couvrir les divisions, qui défilaient sur Altenkirchen. Le III jour complémentaire, il faisait ses disposotions au sortir de la forêt Höchstenbach, lorsqu'il fut mortellement atteint d'une balle. On le transporta à Altenkirchen, où sa faiblesse obligea de l'abandonner à la générosité des ennemis. Il mourût entre les bras de quelques Français et des généraux Austrichiens  dans la XXVI année de son âge.
3. Il vainquit dans les champs de Fleurus, sur les bords de l'Ourthe, de la Rhoer, de la Moselle et du Rhin. L'armée de Sambre et Meuse à son brave général MARCEAU.
4. Je voudrois qu'il m'en ait coûté quart de mon sang, et vous tinsse [?] en santé mon prisonnier, quoique je sache que l'Empereur mon maître n'eut en ses guerres plus rude et fâcheux ennemi. (Mémoires du chevalier Bayard.) Allusion aux paroles du général Autrichien, baron de Kray.
Die sinngemäße deutsche Übersetzung lautet:
1. Hier ruht MARCEAU, geboren in Chartres, Département d'Eure et Loire, Soldat seit dem 16. Lebensjahr, mit 22 Jahren General. Er starb kämpfend für sein Vaterland am letzten Tag des Jahres IV der französischen Revolution. Wer du auch immer sein magst, Freund oder Feind dieses jungen Helden, respektiere seine Asche.
2. Die Sambre- und Maas-Armee setzte sich nach ihrem Rückzug aus Franken vom Lahn-Gebiet ab. Der General MARCEAU befahl den rechten Flügel. Er hatte den Auftrag, jene Divisionen abzuschirmen, die auf Altenkirchen vorstießen. Am dritten Tag nach Beginn der Kampfhandlungen und seiner Anordnung, den Wald von Höchstenbach zu verlassen, wurde er von einer Kugel tödlich getroffen. Man brachte ihn nach Altenkirchen, wo sein geschwächter Zustand ihn zwang, sich auf die Hochherzigkeit des Gegners zu verlassen. Er starb im Alter von 26 Jahren in den Armen einiger Franzosen und österreichischer Generäle.
3. Er siegte auf den Feldern von Fleurus, an den Ufern der Ourthe, der Rur, der Mosel und des Rheins. Die Armee der Sambre und Maas ihrem tapferen General MARCEAU.
4. Ich wollte, dass es ein Viertel meines Blutes gekostet hätte, um Sie gesund zu erhalten, mein Gefangener. Obschon ich wissen sollte, dass der Kaiser, mein Gebieter, in seinen Kriegen keinen härteren und hartnäckigeren Feind hatte. - Zitiert aus den Erinnerungen des Chevalier Bayard, in Anspielung auf die Worte des österreichischen Barons de Kray.

## Denkmalschutz
Das Marceau-Denkmal ist ein geschütztes Kulturdenkmal nach dem Denkmalschutzgesetz (DSchG) und in der Denkmalliste des Landes Rheinland-Pfalz eingetragen. Es liegt in Koblenz-Lützel in der Straße Am Franzosenfriedhof.
Seit 2002 ist das Marceau-Denkmal Teil des UNESCO-Welterbes Oberes Mittelrheintal.